# 黒田龍矢
黒田 龍矢（くろだ たつや、1983年9月17日 - ）は、日本の俳優である。神奈川県横須賀市出身。血液型はO型。身長176cm、体重64kg、B90、W76、H88、S25.5。

## 主な出演作品

### 映画
- 秘メ煙〜HIMEGEMURI〜／監督：多積正之（2007.6）
- ひゃくはち／監督：森義隆（2008.8）
- ごくせん The movie／監督：佐藤東弥（2009.7）
- 踊る大捜査線 THE MOVIE 3／監督：本広克行（2010.7）
- THE LAST MESSAGE 海猿／監督：羽住英一郎（2010.9）

### TV
- SMAP PRESENTS ドラマの裏の本当のドラマ／フジテレビ（2009.4）
- 働くゴン!／日本テレビ（2009.9）
- 坂本龍馬 最大の謎と秘密の暗号／フジテレビ（2010.5）
- 怪物くん／日本テレビ（2010.5）

### 舞台
- LOVE?LOVE!&PARK／演出：石橋祐（2005.8）
- タンゴ・冬の終わりに／演出：蜷川幸雄（2006.11）
- 何日君再来（イツノヒカキミカエル）／演出：岡村俊一（2007.5）
- ストックホルム／作・演出：高橋努（2007.12）
- サムリーマン＝ト音記号／作・演出：金子裕（2008.7）
- 真田風雲録／演出：宇治川まさなり（2008.10）
- 賊／作・演出：松本陽一（2008.11）
- Time Trouble 齢30／作・演出：金子裕（2009.2）
- 95kgと97kgのあいだ／演出：蜷川幸雄（2009.3）
- ジャンクヤード・エンジェル／作・演出：本多英一郎（2009.5）
- オヒア・レヒア／演出：金光郁子（2009.8）
- ソウガ／演出：きだつよし（2009.10）
- 花いちもんめ／作・演出：高橋努（2010.1）
- 60兆の追放者／作・演出：本多英一郎（2010.2）
- 兵士の物語／演出：村上史郎（2010.3）
- リスタート〜無笑の教え〜／作・演出：西野マコト（2010.5）
- オサエロ／演出：松丸雅人（2010.6）
- オーバー オーバー オーバー／演出：酒井秀行・木村正和（2010.8）
- ろまんす／演出：三好忠幸（2010.10）
- ホッチキス／作・演出：藤森一朗（2010.11）
- 退魔夜行カレン〜契霊ノ理〜（2011年6月）